# George Willis Kirkaldy
George Willis Kirkaldy, född 1873 i Clapham, död den 2 februari 1910 i San Francisco, var en brittisk entomolog som var specialiserad på halvvingar. 1893 blev han ledamot av Royal Entomological Society
Auktorsnamnet Kirkaldy kan användas för George Willis Kirkaldy i samband med ett vetenskapligt namn inom zoologin; se Wikipedia-artiklar som länkar till auktorsnamnet.